# Crypturellus erythropus margaritae
Crypturellus erythropus margaritae es una subespecie del tinamú patas rojas, un ave terrestre de la familia Tinamidae. Esta forma es endémica de la Isla de Margarita, ubicada frente a la costa nororiental de Venezuela.

## Descripción
Esta subespecie presenta un tamaño similar al de las demás subespecies del grupo, con una longitud aproximada de 27 a 30 cm. Su plumaje general es marrón oscuro en el dorso, con un sutil moteado que favorece el camuflaje. Las partes inferiores son más pálidas, con tonos grises y ante.
- Crypturellus e. margaritae se distingue por presentar un color general algo más opaco que otras subespecies continentales, una posible adaptación a su entorno insular más seco. Las patas son rojizas, como en otras formas del grupo, y el pico corto y ligeramente curvado.

El dimorfismo sexual no es evidente, y ambos sexos muestran una apariencia similar. Su canto es una serie de notas bajas y profundas, emitidas desde el suelo durante las primeras horas del día.

## Distribución
Esta subespecie es endémica de la Isla de Margarita, en Venezuela, donde ocupa fragmentos de vegetación boscosa y matorrales densos. Su distribución es restringida al ambiente insular, lo que la convierte en una de las subespecies más localizadas de la especie.

## Hábitat y comportamiento
Habita áreas de matorral seco, bosques secundarios, y zonas con cobertura vegetal densa en la isla. Se desplaza principalmente a pie, con movimientos discretos entre la vegetación. Se alimenta de semillas, frutos caídos e insectos pequeños, recolectados del suelo.

## Conservación
Aunque su rango es limitado a una isla, no se han documentado amenazas graves sobre sus poblaciones. Sin embargo, la expansión urbana y la pérdida de hábitat en la Isla de Margarita podrían afectar a esta subespecie en el futuro. La especie madre está clasificada como de Preocupación menor por la UICN, y margaritae se considera incluida dentro de esa evaluación general.